# Héctor Ladvocat
Héctor Julio Ladvocat (n. 1900- m. 1974) fue un militar argentino que desempeñó un papel importante en la Revolución del 43 (1943-1946). Teniendo grado de mayor fue uno de los fundadores y líderes del Grupo de Oficiales Unidos (GOU). Fue Director del Colegio Militar de la Nación. Alcanzó el grado de general.

## Biografía
El 6 de septiembre de 1930, siendo capitán, fue uno de los pocos militares de Campo de Mayo en sumarse al golpe de Estado que derrocó al presidente democrático Hipólito Yrigoyen.
En 1943 fue uno de los fundadores del Grupo de Oficiales Unidos (GOU). Participó del golpe de Estado del 4 de junio de 1943 que derrocó al presidente Ramón Castillo y dio origen a la Revolución del 43. Fue nombrado Subsecretario de Información y Prensa bajo dependencia de la Presidencia de la Nación.
Durante la presidencia de Juan D. Perón fue director del Colegio Militar de la Nación. En 1959 fue designado interventor federal de la Provincia de Mendoza por el presidente democrático Arturo Frondizi.
Murió en 1974.